# Henri de Castries
Henri de La Croix de Castries, 5:e Comte de Castries, född 15 augusti 1954, är en fransk företagsledare som är ordförande för Bilderberggruppens styrkommitté sedan 2012, när han efterträdde den belgiska politikern Étienne Davignon på posten. Samma år blev han även utsedd till att vara ledamot i koncernstyrelsen för den schweiziska livsmedelsjätten Nestlé S.A, blev senare även vice styrelseordförande.
de Castries har en bakgrund med arbete inom den franska ekonomiska politiken, där han arbetade som tjänsteman på franska finansinspektionen (1980–1984) och franska finansdepartementet (1984–1989). Mellan 2000 och 2016 var han styrelseordförande och vd för det franska multinationella försäkrings- och investmentbolaget Axa S.A.
Han avlade en kandidatexamen i juridik vid École des hautes études commerciales de Paris (HEC Paris) och har en utbildning i ekonomi vid École nationale d’administration.
Han tillhör adelssläkten de Castries.